# تیبور کلامپار
تیبور کلامپار (انگلیسی: Tibor Klampár؛ زادهٔ ۱۹۵۳) یک بازیکن تنیس روی میز اهل مجارستان است. 
وی در مسابقات کشوری و بین‌المللی در مجموع برنده ۶ مدال طلا، ۵ مدال نقره، ۳ مدال برنز شده‌است.